# Popoli indigeni del Brasile

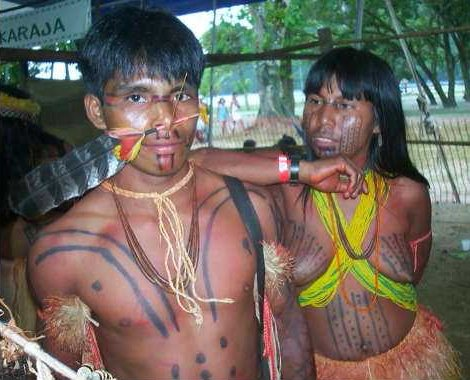
Tribù dei Karajá

I popoli indigeni del Brasile (povos indígenas brasileiros in portoghese) comprendono un grande numero di gruppi etnici distinti, che hanno abitato l'odierno Brasile ancor prima dell'arrivo degli europei, intorno al 1500. Come Cristoforo Colombo, che pensava di aver raggiunto le Indie orientali, i primi esploratori portoghesi chiamarono queste genti con il nome di indios ("indiani"), un nome che è usato ancora oggi.
Ai tempi delle prime esplorazioni europee, i popoli indigeni erano tradizionalmente tribù semi-nomadi che vivevano di caccia, pesca ed agricoltura. Molte delle circa 2000 tribù che esistevano furono sterminate con gli insediamenti degli europei, mentre molte altre furono assimilate al popolo brasiliano.
La popolazione indigena è stata in gran parte uccisa dagli spagnoli ai tempi della colonizzazione delle Americhe, passando da una popolazione precolombiana stimata in milioni al minimo storico di circa 100.000 persone negli anni ottanta: è probabilmente uno dei maggiori genocidi nella storia dell'umanità. Molte delle tribù sopravvissute cambiarono totalmente il loro stile di vita pur di sopravvivere, sostentandosi di commercio praticato con le società dei coloni o assimilandosi alle popolazioni urbane di origine europea. Nonostante anni di contatto con la società di frontiera, nella maggior parte dei casi hanno mantenuto la loro lingua e il loro stile di vita. Alcune tribù invece s'isolarono completamente rifugiandosi nelle remote regioni dell'Amazzonia, e oggi evitano ancora ogni contatto pacifico con il mondo esterno.
In anni recenti ci sono stati cambiamenti nelle politiche verso i popoli indigeni, con creazioni di territori indigeni e leggi speciali, che hanno permesso a questi gruppi di crescere nuovamente: oggi ci sono circa 240 tribù per un totale di circa 1,7 milioni di persone. Gli indios brasiliani diedero comunque un notevole contributo allo sviluppo economico e culturale del Brasile; si pensi ai generi alimentari prodotti e commerciati da queste tribù.

## Origini
Le origini di queste popolazioni indigene sono fonte di notevoli divergenze tra archeologi ed antropologi. La teoria tradizionale secondo cui sarebbero migrate dalla Siberia verso l'America alla fine dell'ultima era glaciale trova crescente opposizione da parte degli archeologi sudamericani.

### L'ipotesi siberiana
Alcuni antropologi hanno evidenziato come molti nativi americani discendano da popoli provenienti dal nord dell'Asia (Siberia) che hanno attraversato lo stretto di Bering in almeno tre ondate migratorie differenti. In Brasile, in particolare, molte tribù native sono considerate discendenti della prima ondata che avrebbe attraversato la Beringia attorno al 9000 a.C.
L'ondata migratoria avrebbe impiegato un po' di tempo a raggiungere l'odierno Brasile, probabilmente entrando nel bacino del Rio delle Amazzoni da nord-ovest. La seconda e la terza ondata migratoria proveniente dalla Siberia, che avrebbero generato le popolazioni eschimesi, parrebbero non aver superato l'estremità meridionale degli odierni Stati Uniti d'America.

### L'ipotesi degli aborigeni americani
L'ipotesi siberiana è stata recentemente messa in discussione dal ritrovamento di alcuni resti umani nel sud America, considerati troppo vecchi per questa ipotesi (circa 20.000 anni). Altri recenti ritrovamenti (soprattutto lo scheletro di Luzia in Lagoa Santa) sono risultati morfologicamente distinti dal genotipo asiatico e molto più simili ai popoli africani e australiani. Questi "aborigeni americani" sarebbero poi stati assorbiti dai gruppi provenienti dalla Siberia. I nativi della Terra del Fuoco potrebbero essere gli ultimi discendenti di questi indigeni.
Questi gruppi avrebbero raggiunto le coste americane attraversando l'oceano su barche o attraversando le zone a nord lungo lo stretto di Bering molto prima delle ondate ipotizzate dalla maggioranza degli antropologi. Questa teoria è confutata da molti esperti perché il viaggio attraverso i mari è considerato troppo difficoltoso per l'epoca. Altre teorie propongono una migrazione attraverso l'Australia e la Tasmania, procedendo per le Isole Sub-Antartiche, quindi lungo le coste dell'Antartide fino all'estremità meridionale del Sud America durante l'Ultimo massimo glaciale.

### Resti archeologici

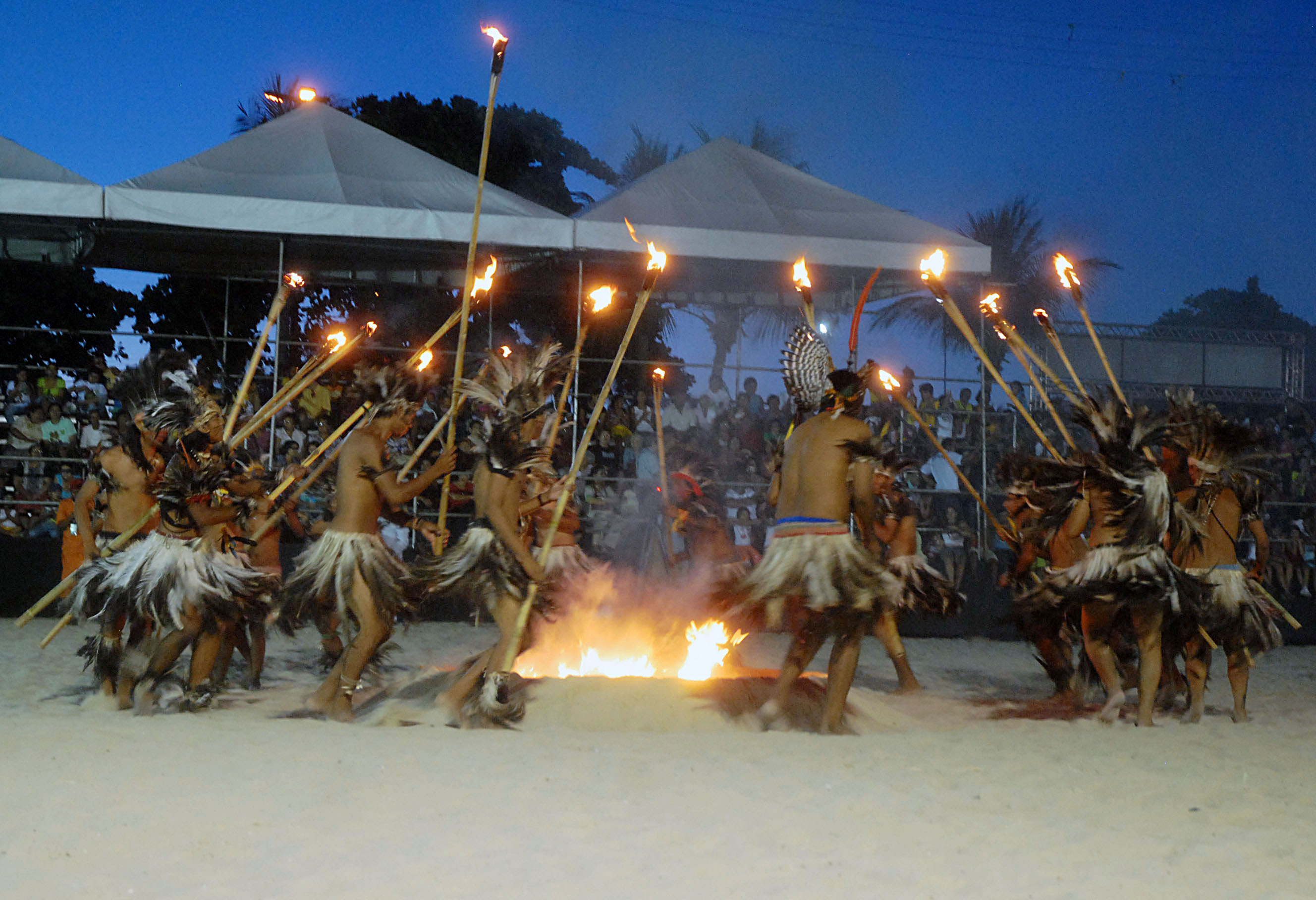
Popolo Terena

Praticamente tutti i ritrovamenti archeologici in Brasile risalgono a periodi successivi alle ondate migratorie siberiane. Gli indiani brasiliani, a differenza di quelli del Mesoamerica e delle Ande occidentali, non hanno lasciato tavole scritte o monumenti, ed il clima umido e torrido, tipico delle foreste amazzoniche, ha distrutto la quasi totalità delle tracce della loro cultura, inclusi lavorazioni in legno e ossa umane. Tutto quello che si conosce sulle tribù prima del 1500 è quindi frutto di deduzioni logiche e di ricostruzioni basate su ritrovamenti archeologici, come lavorazioni primitive in pietra.
Una testimonianza forte dell'esistenza di gruppi tribali in epoca molto precedente all'arrivo degli europei è il ritrovamento in grosse quantità di scarti di crostacei e molluschi (sambaquís) lungo le coste dell'Atlantico, zone considerate abitate per almeno 5.000 anni; inoltre ci sono i ritrovamenti di depositi di terra preta in molti luoghi lungo il corso del Rio delle Amazzoni. Recenti scavi su questi depositi hanno portato alla luce i resti di grandi insediamenti, comprendenti decine di migliaia di abitazioni, indicanti complesse strutture sociali ed economiche.

### Oggetti
Le tribù brasiliane usavano ossa ed oggetti di pietra scheggiati, simile a quelli trovati in tutta l'America in date varie. In seguito questi oggetti furono sostituiti da attrezzi di pietra levigati.
Lance ed archi venivano usati per cacciare, pescare, e per la guerra. La pesca era praticata anche con ossa a forma di ganci. Altri oggetti caratteristici erano: lo zarabatana, il facas, il machado, ecc.

### Ceramica
L'arte della ceramica ebbe inizio in date molto remote; le scoperte relative alla ceramica più remote sono quelle della regione delle Amazzoni, il che può indicare un'invenzione locale e la conseguente diffusione culturale da sud a nord, a dispetto delle teorie generalmente accettate. I vasai dell'Amazzonia usavano materiali sofisticati (come quantità di silice ottenuta da certe spugne di [acqua] dolce) per creare oggetti artistici e vasi cerimoniali, con intricati intagli, forgiature, e decorazioni dipinte a mano. Nonostante il valore artistico dei ritrovamenti, è accertato che non fecero mai uso del tornio o degli smalti vitrei.
L'evoluzione degli stili di arte ceramica in varie ubicazioni indica una configurazione complessa di migrazioni interne. In particolare, sembra che gli indiani Tupi-Guarani, che dal 1500 erano il gruppo etnico principale della zona delle Ande, si era originato come una piccola tribù nella regione delle Amazzoni, ed era migrato poi nella loro sede storica, dal Brasile centrale al Paraguay, intorno al I millennio d.C.

### Economia
Le prime tribù indigene del Brasile sembrano essersi sostenute cacciando, pescando, e vivendo in piccoli gruppi. A un certo punto, svilupparono, o impararono, la tecnica dell'agricoltura. Alcune tecniche di raccolto (come quella per il granoturco) furono importate dalle tribù più avanzate delle Ande, come la coltura della manioca che divenne l'alimentazione principale per molti gruppi, e che si è sviluppata localmente.
Gli indios dell'Amazzonia non avevano nessun animale addomesticato per il trasporto o per il lavoro nei campi, così l'agricoltura fu praticata quasi del tutto a mano. Una tecnica usuale era quella di bruciare gli alberi della foresta, servirsi dei minerali nutritivi lasciati dagli incendi e ivi innestare piantagioni varie, a gruppi di due o tre campi alla volta. Gli indios, inoltre, crearono una bibita alcolica, il cauim, dal granturco fermentato o dalla manioca. Un costume che probabilmente importarono dai gruppi delle Ande, insieme con le tecniche agricole.

## Gli indios dopo la colonizzazione europea

### Primi contatti

Disegno che rappresenta la pratica del cannibalismo tra gli indios Tupinamba, in una descrizione di Hans Staden

Quando gli esploratori portoghesi arrivarono in Brasile per la prima volta, nel 1500, trovarono, con grande sorpresa, una costiera densamente abitata da centinaia di migliaia di indigeni, un "paradiso" di ricchezze naturali. Pêro Vaz de Caminha, lo scrivano ufficiale di Pedro Álvares Cabral, il comandante della flotta che sbarcò nell'attuale stato brasiliano di Bahia, scrisse una lettera al re del Portogallo che descrive in termini appassionati la bellezza di quelle terre.
Al tempo della scoperta europea, si stima che nell'odierno Brasile vivessero 11 milioni di indigeni divisi in circa 2.000 tribù. I popoli indigeni erano per lo più tribù semi-nomadi che vivevano di caccia e pesca. Per centinaia di anni avevano vissuto una vita semi-nomade servendosi della foresta per le proprie necessità. All'arrivo dei portoghesi nel 1500, gli indigeni vivevano soprattutto sulla costa e lungo gli argini dei fiumi principali. Inizialmente, gli europei videro i nativi come "nobili selvaggi", e si mescolarono con loro.
Poi, con la scusa delle guerre tra le tribù, il cannibalismo, e l'ambizione al pregiato legname di Pau brasil i portoghesi iniziarono a "civilizzare" gli indigeni (originariamente i coloni chiamavano il Brasile Terra de Santa Cruz, e solo più tardi acquisì il nome attuale, che deriva proprio dalla suddetta varietà di legname). Ma i portoghesi, come gli spagnoli nelle proprie colonie, avevano inconsapevolmente portato con loro malattie verso cui gli indigeni non avevano immunità, come morbillo, vaiolo, tubercolosi ed influenza, che provocarono migliaia di morti. La diffusione delle malattie nell'entroterra, attraverso le rotte commerciali, decimò diverse tribù senza nemmeno che queste entrassero in diretto contatto con gli europei. Si stima che nel primo secolo dal contatto circa il 90% degli indigeni fu spazzato via.

### La schiavitù e leBandeiras
Il sentimento di meraviglia e le buone relazioni fra i nativi e i visitatori durarono assai poco. I coloni portoghesi, tutti maschi, stupravano regolarmente le donne indios, fatto che dimostra e spiega l'origine massiccia di una generazione meticcia che parlava gli idiomi indios. Questa generazione divenne ben presto la maggioranza della popolazione e cominciò a sfruttare per i lavori nei campi i nativi del posto. I gruppi dei discendenti dei conquistadores, successivamente, organizzarono spedizioni, chiamate "bandeiras" (bandiere), nell'entroterra brasiliano per reclamare le terre in nome della corona portoghese, catturare indios e cercare oro e pietre preziose.
Intendendo trarre profitto dal commercio dello zucchero, i portoghesi decisero di piantare la canna da zucchero in Brasile, ed utilizzare schiavi indigeni come forza lavoro, così come si faceva all'epoca nelle colonie spagnole. Ma gli indigeni non si lasciarono catturare facilmente, molti morirono a causa delle malattie europee, e spesso essi preferivano il suidicio alla schiavitù. Così i portoghesi cominciarono ad importare schiavi dall'Africa, un commercio conveniente in quanto il Portogallo quasi lo monopolizzava. Sebbene nel 1570 re Sebastiano I ordinasse che gli indigeni brasiliani non fossero più utilizzati come schiavi e che quelli attualmente tenuti in cattività fossero liberati, fu solo nel 1755 che terminò definitivamente la schiavitù degli indigeni.
Quando le spedizioni dei portoghesi cominciarono a spingersi sempre più verso l'interno, i conquistadores travolsero tutti i gruppi tribali che trovarono sul loro cammino. Molti dei sopravvissuti si ritrassero sempre di più verso l'interno, fin nel ventre delle foreste tropicali amazzoniche. Questo ambiente, nonostante fosse ostile per la sopravvivenza, fu l'unica protezione che permise ad alcuni di questi gruppi di arrivare fino ai giorni nostri. Molti gruppi rifiutarono di sottomettersi e praticarono suicidi di massa.

### I Gesuiti
La società dei gesuiti fu la prima autorità governativa a provvedere per l'assistenza religiosa dei coloni ma soprattutto per convertire i popoli indigeni al cattolicesimo, supportati dalla bolla pontificia Veritas Ipsa la quale dichiarava che gli indios erano esseri umani e dovevano essere trattati come tali.
Verso il 1770, quando il potere della Chiesa Cattolica cominciava a vacillare in Europa, la difficile convivenza tra indigeni e coloni fu di nuovo minacciata. A causa di un complesso intrigo diplomatico tra Portogallo, Spagna e Vaticano, i Gesuiti furono espulsi dal Brasile e le missioni confiscate e vendute.
Nel 1800, la popolazione del Brasile aveva raggiunto i 3.250.000 abitanti, di cui solo 250.000 erano indigeni. E nei decenni a venire, senza l'appoggio dei gesuiti, gli indigeni furono sostanzialmente lasciati da soli.

### Il commercio della gomma
Gli anni che succedettero al 1840 portarono commercio e benessere alla regione amazzonica. Si svilupparono i processi di vulcanizzazione della gomma, e la domanda mondiale del prodotto salì alle stelle. I migliori alberi della gomma del mondo crescevano nella regione amazzonica, e decine di tribù indiane furono radunate nell'Amazzonia occidentale per raccogliere la gomma destinata ai mercati europei e americani.
Secondo uno storico rapporto del diplomatico britannico Roger Casement, per soddisfare la crescente richiesta di gomma da parte di Europa e Stati Uniti, in soli 12 anni furono resi schiavi, torturati, uccisi e fatti morire di fame più di 30.000 indigeni.

### Protezione del governo

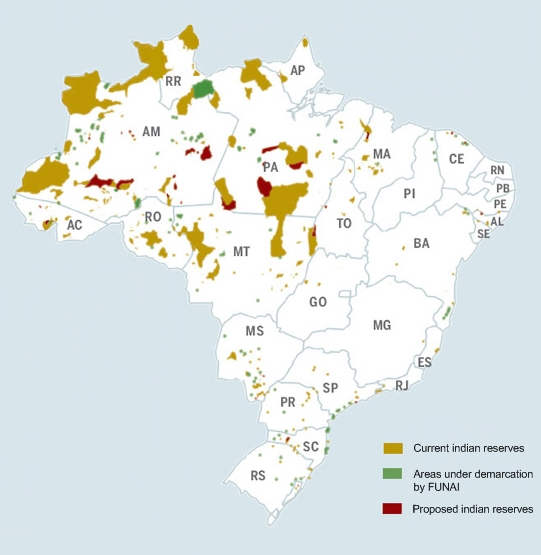
Mappa delle terre indigene in Brasile

Nel XX secolo, il governo brasiliano adottò una politica più umanitaria, ed offrì protezione ufficiale alle popolazioni indigene, includendo lo stabilimento delle prime riserve indigene. La fortuna girò dalla parte degli indigeni quanto Cândido Rondon, un uomo di origini miste portoghesi e Bororo, esploratore ed ufficiale nell'esercito brasiliano, cominciò a lavorare per ottenere la fiducia degli indigeni e stabilire la pace. Rondon, il cui compito era di aiutare a portare le comunicazioni via telegrafo nella regione amazzonica, era un esploratore nato. Nel 1910, contribuì a fondare il Serviço de Proteção aos Índios (Servizio di Protezione degli Indios) (SPI) (oggi FUNAI, Fundação Nacional do Índio, Fondazione Nazionale dell'Indio), la prima istituzione vocata a proteggere gli indigeni e preservare la loro cultura.

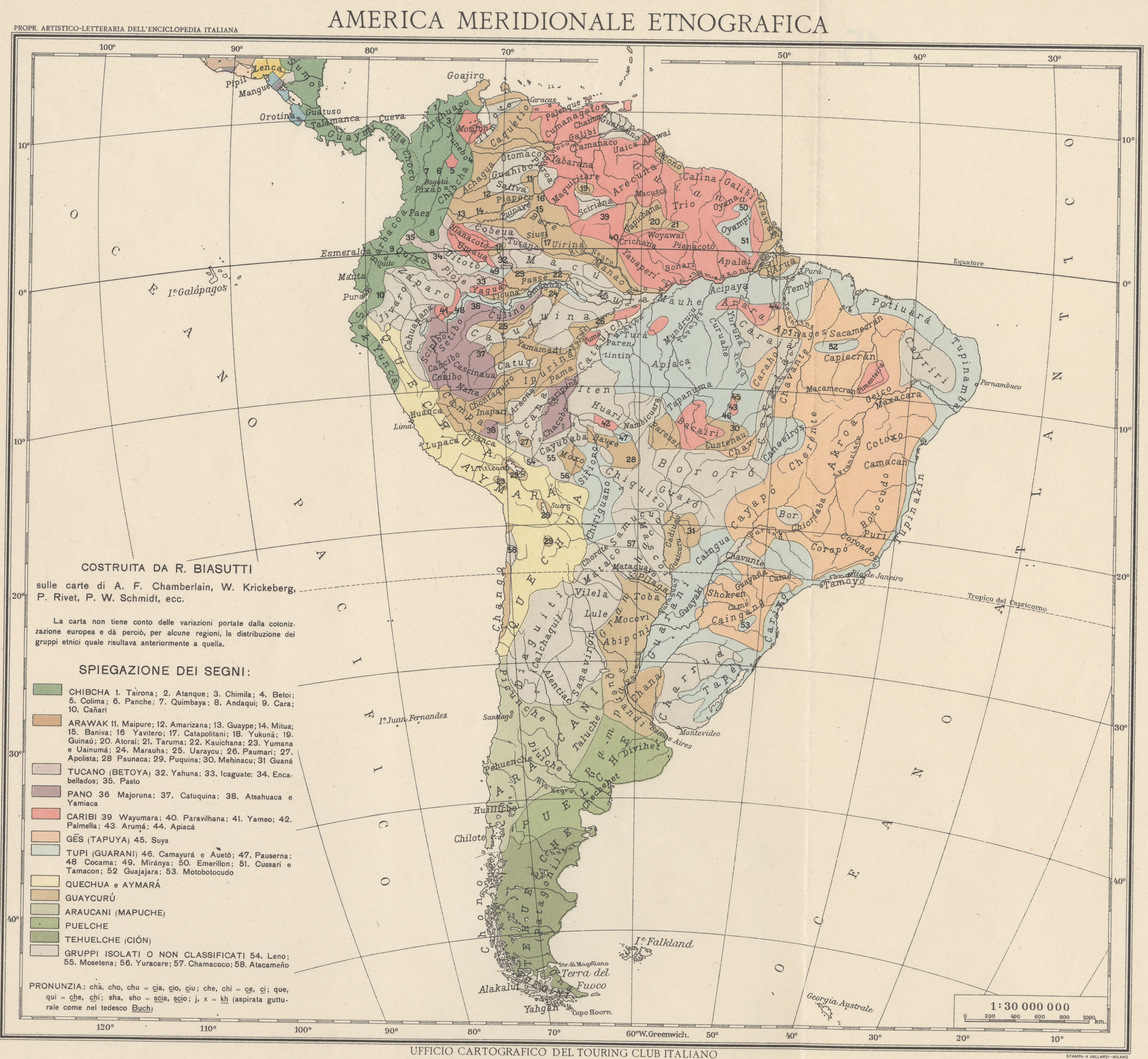
Mappa dei gruppi etnici in Sud America nel 1937

Nel 1914, Rondon accompagnò Theodore Roosevelt nella famosa spedizione di quest'ultimo in Amazzonia alla scoperta di nuove specie. In questi viaggi, Rondon rimase sgomento nel vedere come i coloni trattavano gli indigeni, e divenne loro fedele amico e protettore. Nel 1952 stabilì il Parco Nazionale Xingu, nello Stato di Mato Grosso, la prima riserva di indios brasiliani. Rondon, che morì nel 1956, è un eroe nazionale in Brasile. Lo Stato brasiliano di Rondônia porta il suo nome. Comunque, lo sfruttamento della gomma, e di altre risorse naturali dell'Amazzonia portò a nuovi cicli di invasioni, espulsioni e massacri.
Dopo il lavoro di Rondon, l'SPI fu rigirato nelle mani di burocrati ed ufficiali militari. Non mostrarono lo stesso impegno del loro predecessore nei confronti degli indios. La tentazione delle ricchezze naturali presenti nelle terre degli indios provocò nuovi assalti da parte di agricoltori e coloni alle terre dei nativi, e l'SPI addirittura li agevolò. Fra il 1900 e il 1967, si stima siano scomparse 98 tribù indigene.
I resoconti dei maltrattamenti degli indios finalmente raggiunsero i centri urbani del Brasile negli anni sessanta, e nel 1967 un rapporto scritto dal giudice Jader de Figuereido Correia, e commissionato dal Ministero dell'Interno brasiliano, svelò i crimini commessi contro le popolazioni indigene dai latifondisti e dallo SPI. Le 7.000 pagine del rapporto documentavano dettagliatamente assassini di massa, torture, guerre batteriologiche, casi di schiavitù, abusi sessuali e furti di terre nei confronti delle popolazioni indigene del Brasile. Per effetto di questi crimini decine di tribù furono completamente sterminate e molte altre furono decimate. In seguito alle denunce del rapporto fu promossa un'inchiesta giudiziaria che portò all'incriminazione di 134 funzionari governativi, accusati di oltre 1.000 crimini diversi. Lo SPI fu sciolto e sostituito dal FUNAI, l'odierno Dipartimento brasiliano agli Affari Indigeni.
Le scoperte di Figuereido scatenarono l'indignazione internazionale. Basandosi sul rapporto, nel 1969 il giornalista britannico Norman Lewis scrisse un articolo pubblicato sul Sunday Times dal titolo "Genocidio". L'articolo spinse un piccolo gruppo di cittadini preoccupati a fondare, qualche mese dopo, Survival International, il movimento globale per i diritti dei popoli indigeni.
Ancora nel 1967, i militari brasiliani presero il controllo del governo ed abolirono tutti i partiti politici. Nei due decenni seguenti, il Brasile fu governato da una serie di generali. Il motto del paese divenne "Brasile, lo Stato del Futuro", ed il governo militare lo usò per giustificare una gigantesca spinta nell'Amazzonia per lo sfruttamento delle sue risorse, che portò il Brasile alla sua notevole posizione tra le principali economie mondiali. Cominciò la costruzione di un'autostrada transcontinentale che attraversava il bacino dell'Amazzonia, e intendeva incoraggiare la migrazione nella regione, e una sua maggiore apertura al commercio. Ricevendo fondi dalla Banca Mondiale, enormi aree di foresta vennero rase al suolo senza riguardo per le aree di riserva. Dopo il progetto per l'autostrada vennero giganteschi progetti idroelettrici, tutto a scapito delle riserve indigene. I lavori pubblici attrassero pochi immigranti, ma quei pochi, portarono ulteriori malattie e devastazioni alla popolazione nativa.

### La febbre dell'oro in Brasile
La successiva fase della distruzione avvenne negli anni ottanta, con la scoperta di grandi giacimenti d'oro nelle aree di riserva, in particolare nelle terre degli Yanomami. Gli Yanomami, una delle più grandi e antiche tribù conosciute delle americhe, vivevano da secoli praticamente indisturbati. Decine di migliaia di speculatori in seguito arrivarono nella loro zona per estrarre l'oro. Il mercurio usato per estrarre i giacimenti inquinò i fiumi ed uccise i pesci. I minatori portarono inoltre la tubercolosi, la malaria e l'influenza. Nel 1977 la popolazione Yanomami era stimata a 20.000 abitanti; alla fine del secolo era scesa a 9.000.
Dopo una lunga campagna internazionale condotta da Survival International, dalla tribù e dall'ONG brasiliana Commissione Pro-Yanomami, nel 1992 il territorio yanomami fu ufficialmente demarcata come "Parco Yanomami". Ancora oggi, però, i minatori e i cercatori d'oro illegali continuano ad invadere il territorio della tribù, inquinando i fiumi e distruggendo la foresta. Inoltre, un progetto di legge in discussione al Congresso potrebbe autorizzare l'attività mineraria su larga scala nei territori indigeni, causando ulteriori distruzioni; le richieste di compagnie minerarie per scavare nel territorio yanomami sono più di 650.

### Situazione odierna
Dal 1988 la costituzione brasiliana riconosce il diritto ai popoli indigeni di perseguire i loro modi di vita tradizionali e al possesso permanente ed esclusivo delle loro "terre tradizionali", che sono delimitate come "terre indigene" (in portoghese Terras Indígenas, TI). Tuttavia, i popoli indigeni sono ancora costretti ad affrontare una serie di minacce esterne e le sfide per la loro sopravvivenza e la conservazione del loro patrimonio culturale. I processi di demarcazione delle riserve sono lenti, spesso scatenano battaglie legali e le varie organizzazioni, prima fra tutte il FUNAI, non hanno risorse sufficienti per far rispettare la tutela giuridica dei territori.
Dagli anni ottanta c'è stato poi un boom nello sfruttamento della foresta pluviale amazzonica per l'estrazione mineraria e per l'allevamento intensivo del bestiame, che costituiscono una grave minaccia per le popolazioni indigene. I coloni invadono illegalmente i territori indigeni continuando a distruggere l'ambiente da cui dipende la sopravvivenza delle tribù, provocando violenti scontri e diffondendo tra i gruppi malattie infettive. Gli Awá, ad esempio, sono stati definiti "la tribù più minacciata del mondo" proprio perché il loro territorio è stato invaso da taglialegna e allevatori illegali, che stanno distruggendo la loro foresta ad un ritmo vertiginoso. Altri gruppi, come gli Akuntsu e i Kanoê, sono stati portati sull'orlo dell'estinzione durante gli ultimi decenni del XX secolo.
Nel 2013 Survival International, il movimento mondiale per i diritti dei popoli indigeni, ha denunciato che sono in discussione al Congresso una serie di proposte di legge che rischiano di indebolire fortemente i diritti degli Indiani del paese; tra queste un emendamento che vuole proibire l'espansione dei territori indigeni e un progetto di legge che vuole aprire i territori allo sfruttamento minerario su vasta scala. Davi Kopenawa Yanomami, sciamano e portavoce yanomami, ha dichiarato che "Le miniere non porteranno nulla di buono. Porteranno molti problemi, molte malattie e tanta gente cattiva che uccide gli Indiani.. Non abbiamo intenzione di accettare questa legge... La terra è il nostro patrimonio, un patrimonio che ci protegge. Per noi Indiani la terra appartiene a noi, perché possiamo coltivare, cacciare e stare in salute: è la nostra casa."
Nell'aprile 2023 un'area 620mila ettari è stata demarcata dal governo brasiliano per tutelare le popolazioni indigene dalle attività economiche che sono potenzialmente distruttive del loro ambiente di vita.

## I gruppi etnici
I gruppi di indios riconosciuti dal governo brasiliano sono più di 200 (a questi vanno aggiunti altri gruppi non riconosciuti ufficialmente o considerati come sottogruppi di quelli riconosciuti).
Alcuni di questi gruppi stanno scomparendo e sono rappresentati da poche decine di individui (come ad esempio i Mapidian stimati in 50 unità nel 1975, o i Negarotê stimati in 40 individui, o addirittura gli Amikoana stimati in soli 5 individui). Altri hanno comunità più grandi, come i Guarani Kaiowá (oltre 31.000 unità solo in Brasile) o i Kaingang (oltre 33.000 unità). Alcuni gruppi sono del tutto isolati e vivono all'interno della foresta amazzonica, altri vivono in riserve delimitate dalle autorità brasiliane, come il Parco Indigeno dello Xingu, altri ancora in villaggi assimilati alle città. Molti gruppi vivono in aree di confine e sono localizzati all'interno di più stati (in particolare Brasile, Colombia, Perù, Bolivia e Venezuela) come ad esempio gli Asháninka, stimati in oltre 90.000 unità sparse in varie comunità dal Brasile al Perù. Ogni gruppo parla una lingua diversa, tranne alcuni casi in cui due o più gruppi hanno in comune la stessa lingua. Una minoranza dei gruppi parla il portoghese come lingua principale essendo la loro lingua madre estinta.
Nonostante il Presidente Lula abbia istituito una Commissione per la politica indigena, secondo il CIMI (Consiglio Indigenista missionario), un'organizzazione brasiliana per i diritti dei popoli indigeni, la politica verso gli Indiani non è cambiata e si è, anzi, aggravata con atti di razzismo e persecuzione sociale. La situazione è stata criticata anche dall'ONU.
In occasione della Coppa del Mondo 2014, Survival International ha lanciato una campagna per denunciare "Il lato oscuro del Brasile". L'organizzazione per i diritti dei popoli indigeni, denuncia infatti che a 500 anni dalla colonizzazione gli Indiani del paese vengono ancora uccisi per le loro terre e risorse, e sottolinea che attualmente sono in discussione al Congresso una serie di progetti di legge che indebolirebbero notevolmente i diritti indigeni, aprendo i loro territori a progetti industriali e minerari su vasta scala.

### Gli Indiani incontattati
Nell'Amazzonia brasiliana abitano più tribù incontattate che in qualunque altra regione del mondo; secondo il FUNAI, il Dipartimento brasiliano agli Affari Indigeni, sarebbero 77 i gruppi che non hanno contatti con il mondo esterno. La loro decisione è quasi certamente il risultato dei disastrosi rapporti precedenti e del reiterarsi della colonizzazione e della distruzione della loro foresta.
Secondo Survival International, gli incontattati sono i popoli più vulnerabili del paese: dipendono totalmente dalla foresta per la loro sopravvivenza, ma gran parte di questa viene distrutta dai taglialegna, dagli allevatori, dalle prospezioni petrolifere e da altri grandi progetti industriali. Inoltre, non hanno difese immunitarie verso le malattie portate dall'esterno e anche una semplice influenza rischia di spazzarli via.